# Maja Ciglenečki

Maja Ciglenečki (Zagreb, 28. lipnja 1988.) – hrvatska televizijska i radijska voditeljica
Magistrirala je engleski te španjolski jezik i književnost na Filozofskom fakultetu u Zagrebu. Prvi posao bio joj je na OTV-u, na kojem je vodila vijesti 2009. godine. Radila je u prevoditeljstvu i marketingu. Suradnju s HRT-om započela je 2010. godine u emisijama vanjske produkcije, kao što je 'Moj vrt', koja se prikazivala i u sklopu emisije 'Dobro jutro, Hrvatska'.
Maja Ciglenečki preuzela je voditeljsku palicu jedna od najpoznatijih HRT-ovih emisija, 'Dobro jutro, Hrvatska' 2019. godine, a uz nju vodi i uređuje emisiju na Drugom programu Hrvatskoj radija. Ranije je vodila i jutarnji program na Radiju Sljeme. Bila je nominirana u kategoriji „najbolji radijski glas godine” na dodjeli nagrada Zlatni studio 2021.
Nastupila je u 10. sezoni showa „Zvijezde pjevaju” 2022. godine u paru sa Stjepanom Lachom. 
Bila je voditeljica Dore 2024. uz Duška Ćurlića i Anju Cerar. 